# Seven Sisters (film)
Seven Sisters (What Happened to Monday) è un film del 2017 diretto da Tommy Wirkola.
Il film, con protagonista Noomi Rapace nel ruolo di sette gemelle, è ambientato in un futuro distopico dove vige la legge del figlio unico.

## Trama
Nel 2073 il pianeta si trova in una situazione di sovrappopolazione dovuto a un critico aumento dei parti gemellari e plurigemellari, a loro volta sopraggiunti a causa degli effetti collaterali dei nuovi ortaggi OGM introdotti per scongiurare la fame nel mondo. Per combattere la sovrappopolazione il governo della Federazione Europea, sotto la spinta dell'attivista ecologa conservativa Nicolette Cayman, instaura la legge del figlio unico, secondo la quale tutti i fratelli e sorelle vengono prelevati da un organo preposto, chiamato "Ufficio per il controllo delle nascite" (Child Allocation Bureau, CAB), ibernati e messi in stato di sonno criogenico, nel quale resteranno in attesa di una soluzione al problema; inoltre a ogni persona viene consegnato un bracciale speciale contenente tutti i dati di quella persona e un localizzatore.
In questo contesto, Karen Settman muore di parto in una clinica abusiva, dando alla luce sette gemelle omozigote che vengono nascoste e allevate da suo padre Terence. Egli dà a ognuna il nome di un giorno della settimana e permette loro di uscire di casa nel giorno corrispondente al loro nome. Fuori dalle mura di casa esse condividono l'identità della madre Karen Settman. Un sabato Giovedì esce di nascosto dal nonno e dalle sorelle per andare a giocare con lo skateboard e ha un incidente che le provoca la perdita di una falange dell'indice sinistro: Terence è dunque costretto a recidere la stessa falange alle restanti sorelle.
Le sette sorelle, fisicamente identiche in tutto e per tutto, hanno sviluppato fin da bambine caratteri (e look) differenti: Lunedì è sicura di sé e cinica; la debole Martedì trova conforto alla pazzesca situazione assumendo droghe, al contrario di Mercoledì che si rifugia nell'allenamento fisico esasperato; l'esuberante Giovedì ha un difficile carattere ribelle; la geniale Venerdì è la più timida delle sette (nonché esperta hacker); Sabato invece parrebbe la classica femme fatale; Domenica la più dolce e materna del gruppo.
Arrivata ai 30 anni, Lunedì è preoccupata per un discorso che deve tenere (nei panni di Karen) nella banca per cui lavora, a cui potrebbe seguire una possibile promozione. La mattina del discorso in questione Lunedì ha una forte nausea, ma quando le sorelle si offrono di sostituirla lei insiste comunque per andare al lavoro e tenere il discorso; la sera, però, non fa ritorno a casa, cosa che – sottolineano le sorelle – non è mai avvenuta. Il giorno successivo Martedì si reca a lavoro per indagare sui movimenti della sorella e i sospetti delle sei donne ricadono su Jerry, il collega di lavoro in lizza per la promozione che Karen è riuscita a ottenere. Consultatasi con le sorelle, Martedì decide di tentare di interrogare Jerry ma non ne ha l'occasione: viene infatti catturata e portata al cospetto di Nicolette Cayman, la quale le rivela di conoscere la verità. Ella ordina ad alcuni suoi seguaci di ucciderla e manda una squadra di mercenari all'appartamento delle Settman. Le cinque sorelle reagiscono come una squadra, battendosi duramente e uccidendo i tre assalitori; durante lo scontro Domenica viene colpita da un proiettile vagante e muore sotto gli occhi delle quattro sorelle in lacrime. Venerdì trova nella tasca di uno degli assalitori un occhio umano che i tre hanno utilizzato per entrare in casa attraverso lo scanner ottico all'ingresso, e scopre che si tratta di quello di Martedì. Il mancato arrivo di rinforzi convince le sorelle che l'attacco non possa provenire dal Bureau.
Il giorno seguente Mercoledì, dotata di una microcamera nascosta, si reca all'appartamento di Jerry per torchiarlo e qui quest'ultimo dice di essere venuto a conoscenza di uno spostamento illegale di denaro a favore di Nicolette Cayman avvenuto per mano di Karen. Subito dopo Jerry viene assassinato da un tiratore scelto e l'appartamento viene preso d'assalto da quattro mercenari mandati dalla Cayman: Mercoledì riesce a ucciderli e a fuggire seguendo le indicazioni di Venerdì, che da casa Settman riesce a rilevare la sua posizione e ad avere una mappa completa della città. Dopo un lungo inseguimento, Mercoledì deve saltare da un tetto, per tentare di tornare a casa, ma Joe, il braccio destro della Cayman, le spara facendola precipitare nel vuoto, con le sorelle che vedono tutto via web.
Nel frattempo Adrian Knowles, un agente del Bureau, si presenta alla porta di casa Settman: Sabato lo accoglie e appare subito evidente che l'uomo ha una relazione con una delle sorelle. Su consiglio di Venerdì e Giovedì, la ragazza si reca con Adrian (convinto che Sabato sia la sua ragazza che ha solo cambiato look) sia per scoprire con chi egli avesse in effetti una relazione, sia per poter accedere al sistema informatico dell'ufficio controllo nascite grazie a un chip inserito nel suo bracciale da Venerdì. Dopo un rapporto sessuale (il primo per Sabato, nonostante si vantasse con le sorelle della sua esperienza), la donna scopre che Adrian ha una relazione con Lunedì. Poco dopo altri soldati giungono nell'appartamento di Adrian e uccidono a sangue freddo Sabato mentre Giovedì e Venerdì assistono sconcertate in collegamento video.
Grazie alle informazioni raccolte da Sabato le due sorelle scoprono che Lunedì è viva e tenuta prigioniera all'ufficio controllo nascite. Avviene un secondo assalto a casa Settman, nel corso del quale Venerdì si sacrifica per salvare tutti i ricordi della loro vita trasferendoli nel bracciale di Giovedì; quest'ultima prega la sorella di non farlo, ma Venerdì confessa di non poter vivere senza la sua famiglia al completo e ammette tristemente di non essere forte come le altre.
Giovedì, dopo un pianto esasperato per la perdita delle quattro sorelle, riesce a catturare Adrian e, rivelatagli la verità, a ottenere il suo aiuto allo scopo di salvare Lunedì: per amore di Karen, l'uomo accetta. Adrian riesce a tramortire i suoi colleghi delegati a portare il corpo di Venerdì all'interno del Bureau, e con il sacco col cadavere di Venerdì (in realtà Giovedì viva) penetra nei meandri dell'Ufficio controllo nascite; qui i due scoprono che non esiste alcuna ibernazione: i fratelli e le sorelle vengono sedati e inceneriti vivi. Giovedì registra tutto col bracciale e neutralizza con l'aiuto di Adrian i due tecnici addetti al massacro.
I due cercano Lunedì e scoprono che quella rinchiusa in realtà è Martedì, che non era stata uccisa ma solo privata del suo occhio sinistro, utilizzato per aprire la porta di casa Settman. Giovedì e Adrian la liberano ed escogitano un piano: Giovedì, vestitasi da Karen Settman (utilizzando abito e parrucca che indossava Martedì, nei panni di Karen, quando è stata catturata), si reca alla conferenza nella quale Nicolette Cayman sta tenendo un discorso al fine di propagandare la propria candidatura al parlamento e sostenere la promulgazione di una nuova legge che permetta di avere figli solo a coloro che hanno i mezzi economici necessari a mantenerli in adeguate condizioni. Nel mentre Martedì e Adrian si adoperano per hackerare i server della struttura in modo da pubblicare il video che Giovedì ha precedentemente registrato fingendosi morta, in cui viene mostrato l'incenerimento di una bambina.
Al fine di evitare la Cayman, Giovedì si reca in bagno dove, sorprendentemente, viene raggiunta da una incolume Lunedì che, apparentemente folle, afferma di essere l'unica Karen Settman, rivendicando il proprio diritto in quanto primogenita e affermando che le sorelle non sono altro che «scarto di placenta». Giovedì si rende conto del tradimento della sorella e che per colpa sua Domenica, Mercoledì, Venerdì e Sabato sono morte. Lunedì impugna la pistola del nonno e la punta contro la sorella, ma Giovedì riesce a togliergliela dalle mani; le due ingaggiano una dura lotta corpo a corpo che vede Giovedì prevalere poiché Lunedì, durante la colluttazione, si spara un proiettile nella spalla. Nel frattempo il piano ha successo e Martedì riesce a pubblicare il video: tutti scoprono chi è la vera Nicolette Cayman.
Ferita, Lunedì giunge nella sala conferenze e punta la pistola contro la sorella ma viene ferita a morte da Joe il quale viene a sua volta ucciso da Adrian. Lunedì fa capire alla sorella che è incinta e la supplica di salvare le creature che porta in grembo. In quel momento Giovedì e Martedì capiscono che Lunedì si era innamorata, era rimasta incinta ma, consapevole che le sarebbero stati portati via i bambini, aveva fatto di tutto per ottenere la promozione: aveva stretto un accordo con la Cayman, in base al quale avrebbe versato sul suo conto milioni di euro e consegnato le sorelle; in cambio, la Cayman le avrebbe permesso di tenere i suoi gemelli.
Lunedì aggiunge che l'accordo le sarebbe successivamente "sfuggito di mano" lasciando forse intendere di non sapere che le sorelle sarebbero state non ibernate ma incenerite.
La legge del figlio unico viene così abrogata e Nicolette Cayman condannata a morte. Quest'ultima, in un discorso pubblico, afferma che il suo unico rammarico è che il mondo verrà distrutto poiché solo lei aveva la forza di compiere gli atti necessari a salvare l'umanità: effettivamente con l'abolizione della legge Cayman la popolazione ha ripreso a crescere. L'ultima scena vede Martedì, che ora ha avuto un nuovo occhio artificiale, e ha preso il nome di Terry (dal nome di suo nonno Terence), Adrian e Giovedì, che ha adottato il nome di sua madre Karen, i quali osservano i due gemelli di Lunedì all'interno di una incubatrice, circondati da numerosi altri neonati.

## Produzione
Il titolo iniziale del film era Seven Sisters, cambiato poi in What Happened to Monday, mantenendo però il titolo originario per il mercato italiano.

## Promozione
Il primo trailer del film viene diffuso il 31 luglio 2017 sul canale YouTube di Netflix.

## Distribuzione
La pellicola è stata distribuita su Netflix a partire dal 18 agosto 2017, mentre in Italia è arrivata nelle sale cinematografiche a partire dal 30 novembre dello stesso anno dopo un'anteprima nazionale al 35° Torino Film Festival.

## Accoglienza

### Critica
Sull'aggregatore Rotten Tomatoes il film riceve il 61% delle recensioni professionali positive su 38 critiche, mentre su Metacritic ottiene un punteggio di 47 su 100 basato su 12 critiche.

## Riconoscimenti
- 2017 - Locarno International Film Festival
  - Candidatura per il Variety Piazza Grande Award